# Polydrachma
Polydrachma là một chi bướm đêm thuộc phân họ Tortricinae của họ Tortricidae.

## Các loài
- Polydrachma aleatoria Meyrick, 1928
- Polydrachma virescens Diakonoff, 1975